# Oussama Assaidi
Oussama Assaidi est un footballeur international marocain né le 15 août 1988 à Beni Boughafer, évoluant au poste de milieu offensif. Il possède également la nationalité néerlandaise.

## Biographie

### Naissance et jeunesse
D'origine Amazigh (berbère), Oussama naît à Beni Boughafer, un village berbère situé dans les montagnes du Rif, dans la province de Nador, au nord du Maroc. Il immigre très jeune avec sa famille à Amsterdam-Oost aux Pays-Bas. C'est dans cette ville qu'Oussama apprends à connaître Luciano Narsingh et Furdjel Narsingh, jouant avec eux au football tard le soir au quartier. Il commence sa carrière footballistique en 1997 en tant que footballeur néerlandais. 

### Club

#### Formation et débuts aux Pays-Bas
Assaidi est issu de l'académie des jeunes de l'AZ Alkmaar. Il a commencé sa carrière professionnelle lors de la saison 2006-2007 au FC Omniworld en première division. Après deux saisons avec le club d'Almere, où il joue 36 matchs (trois buts), il part à l'été 2008 à De Graafschap.
Le dernier jour de la période de transfert, Assaidi signe au SC Heerenveen. Le transfert est frappant, car ce club n'arrivait plus à attirer de nouveaux jeunes joueurs talentueux. Mais grâce à ce bon début de saison d'Assaidi (5 matchs, 5 buts) et le mauvais départ de Heerenveen lors de cette saison, ce transfert a été possible.
Pour Heerenveen, l'ailier a fait ses débuts dans le derby contre le FC Groningen. Après une première saison marquée par des blessures à répétition, il devient titulaire. Le 12 décembre 2010, il joue un de ses meilleurs matchs.SC Heerenveen affronte le champion en titre des Pays-Bas, le FC Twente. Malgré une légère blessure à la cheville, il inscrit 3 buts, fait 2 passes décisives, et obtient un penalty, pour un score final sans appel de 6-2.
En fin de saison 2011-2012 avec le SC Heerenveen, le joueur reçoit deux offres lors du mercato d'été dont une de la part de l'Ajax Amsterdam, qui promet au Néerlando-Marocain une place de titulaire et le Liverpool. Charmé par une première grosse proposition provenant de la Premier League, le joueur tranche très vite dans le plus haut niveau à l'âge de 24 ans.

#### Départ vers l'Angleterre
Le 16 août 2012, alors qu'il était pressenti pour rejoindre l'Ajax Amsterdam ou encore le Galatasaray SK, il signe à Liverpool.Il ne gagne pas sa place à Liverpool et la confiance du coach, c'est pour cela qu'au mercato d'été 2013 il se fait prêter à Stoke City par son club et portera le numéro 24.
Lors de son arrivée, Assaidi brille sous le maillot de Stoke City en marquant 4 buts en 19 matches de Premier League et 1 but en 4 matches de League Cup. Assaidi marque son premier but qui est le but de la victoire face à Chelsea à la dernière minute (90e minute) lors de la 15e journée de Premier League (victoire 3-2) alors qu'il venait juste d'entrer à la 89e minute, un but magnifique bien enroulé du pied droit. Le joueur devient très vite un élément clé du club et réalise une saison complète. En fin de saison 2013-2014, le club propose au Liverpool FC une somme de 8 millions d'euros pour s'offrir le jeune international marocain mais ce dernier sera attiré par une autre proposition venant tout droit de Dubaï avec un contrat de salaire très élevé.

#### Départ vers les Émirats
Le 12 janvier 2015, il signe en faveur du club émirati d'Al-Ahli Dubaï.

#### Retour aux Pays-Bas
Le 24 décembre 2016, il fait un grand retour en Eredivisie en signant au FC Twente. Pour sa première titularisation le 29 janvier 2017, il marque son premier but face au PEC Zwolle à la 55e minute. Il termine la saison 2016-2017 à la septième place du championnat. 
Lors de la saison 2017-2018, malgré une saison époustouflante individuellement de la part d'Oussama Assaidi, le club finit par terminer la saison parmi les relégués en deuxième division des Pays-Bas.

### Sélection nationale

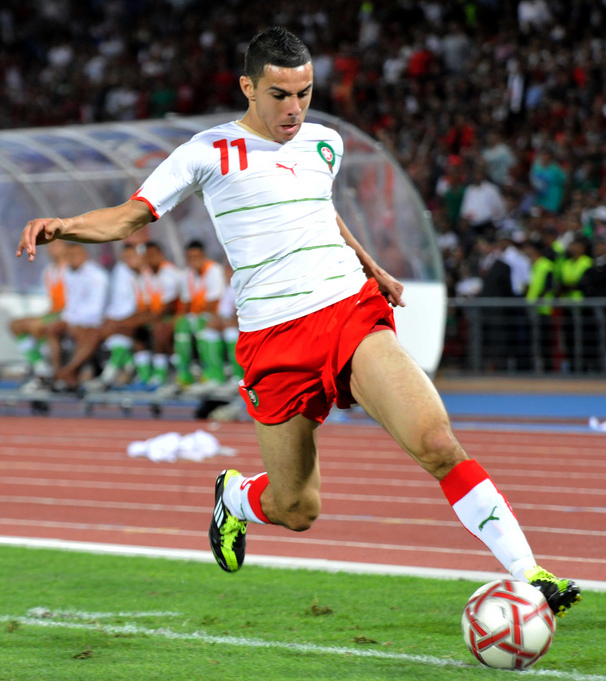
Assaidi avec le Maroc.

Oussama Assaidi dispute son premier match en équipe du Maroc le 9 février 2011 face au Niger. Entré en jeu à la 76e minute à la place d'Adel Taarabt, il fait une bonne prestation et s'impose avec le Maroc sur le score de 3-0. 
Il marque son premier but sous les couleurs des Lions de l'Atlas contre l'Algérie,, en étant l'auteur d'une excellente prestation, devenant ainsi titulaire indiscutable. 
En mars 2012, il prend part à la Coupe d'Afrique des nations 2012 : il joue le premier match contre la Tunisie alors qu'il était blessé et est remplacé en deuxième période par Adel Taarabt.

## Vie privée
Oussama Assaidi est depuis 2015 marié à une Néerlandaise et est le père de trois enfants. Il est le cousin du rappeur néerlandais Ashafar.

## Palmarès
Al-Ahli Dubaï
- Championnat des Émirats arabes unis :
  - Champion : 2016
- Supercoupe des Émirats arabes unis :
  - Vainqueur : 2014
- Ligue des champions de l'AFC :
  - Finaliste : 2015.

### Distinctions personnelles
- Meilleur joueur marocain au Eredvise en 2012
- Meilleur joueur du SC Heerenveen en 2011 et 2012

### Saison par saison
| Saison                | Club                  | Championnat           | Championnat | Championnat | Coupe(s) nationale(s) | Coupe(s) nationale(s) | Compétition(s) continentale(s) | Compétition(s) continentale(s) | Compétition(s) continentale(s) | Total | Total |
| Saison                | Club                  | Division              | M.          | B.          | M.                    | B.                    | Comp.                          | M.                             | B.                             | M.    | B.    |
| 2006-2007             | FC Omniworld          | Eerste Divisie        | 7           | 0           | 0                     | 0                     | -                              | -                              | -                              | 7     | 0     |
| 2007-2008             | FC Omniworld          | Eerste Divisie        | 29          | 3           | 0                     | 0                     | -                              | -                              | -                              | 29    | 3     |
| Sous-total            | Sous-total            | Sous-total            | 36          | 3           | 0                     | 0                     | -                              | -                              | -                              | 36    | 3     |
| 2008-2009             | De Graafschap         | Eredivisie            | 12          | 1           | 5                     | 1                     | -                              | -                              | -                              | 17    | 2     |
| 2009-2010             | De Graafschap         | Eerste Divisie        | 5           | 5           | 0                     | 0                     | -                              | -                              | -                              | 5     | 5     |
| Sous-total            | Sous-total            | Sous-total            | 17          | 6           | 5                     | 1                     | -                              | -                              | -                              | 22    | 7     |
| 2009-2010             | SC Heerenveen         | Eredivisie            | 20          | 1           | 3                     | 1                     | -                              | 6                              | 1                              | 29    | 3     |
| 2010-2011             | SC Heerenveen         | Eredivisie            | 31          | 9           | 2                     | 0                     | -                              | 0                              | 0                              | 33    | 9     |
| 2011-2012             | SC Heerenveen         | Eredivisie            | 27          | 10          | 2                     | 0                     | -                              | 0                              | 0                              | 29    | 10    |
| 2012-2013             | SC Heerenveen         | Eredivisie            | 1           | 0           | 0                     | 0                     | -                              | 1                              | 0                              | 2     | 0     |
| Sous-total            | Sous-total            | Sous-total            | 79          | 20          | 7                     | 1                     | -                              | 7                              | 1                              | 93    | 22    |
| 2012-2013             | Liverpool             | Premier League        | 4           | 0           | 2                     | 0                     | -                              | 6                              | 0                              | 12    | 0     |
| Sous-total            | Sous-total            | Sous-total            | 4           | 0           | 2                     | 0                     | -                              | 6                              | 0                              | 12    | 0     |
| 2013-2014             | Stoke City            | Premier League        | 19          | 4           | 6                     | 1                     | -                              | -                              | -                              | 25    | 5     |
| 2014-2015             | Stoke City            | Premier League        | 9           | 0           | 2                     | 0                     | -                              | -                              | -                              | 11    | 0     |
| Sous-total            | Sous-total            | Sous-total            | 28          | 4           | 8                     | 1                     | -                              | -                              | -                              | 36    | 5     |
| Total sur la carrière | Total sur la carrière | Total sur la carrière | 164         | 33          | 22                    | 3                     | -                              | 13                             | 1                              | 199   | 37    |